# Gargara malabarica
Gargara malabarica är en insektsart som beskrevs av Ananthasubramanian och Taracad Narayanan Ananthakrishnan 1975. Gargara malabarica ingår i släktet Gargara och familjen hornstritar. Inga underarter finns listade i Catalogue of Life.